# Taden
Taden är en kommun i departementet Côtes-d'Armor i regionen Bretagne i nordvästra Frankrike. Kommunen ligger i kantonen Dinan-Ouest som tillhör arrondissementet Dinan. År 2022 hade Taden 2 599 invånare.

## Befolkningsutveckling
Antalet invånare i kommunen Taden
Referens:INSEE